# 倚天中文系統
倚天中文系統，是臺灣倚天資訊於1980至90年代針對IBM PC XT/AT相容個人電腦之DOS平臺，所開發可讀取、輸入、顯示與列印中文之軟體或帶有硬體。在微軟推出Windows 95之前，倚天中文系統在臺灣PC領域有壓倒性的市場佔有率。至今部分廠商開發的POS（收銀機）、工業電腦及嵌入式系統等仍有使用倚天中文系統。

## 簡史

### 興起

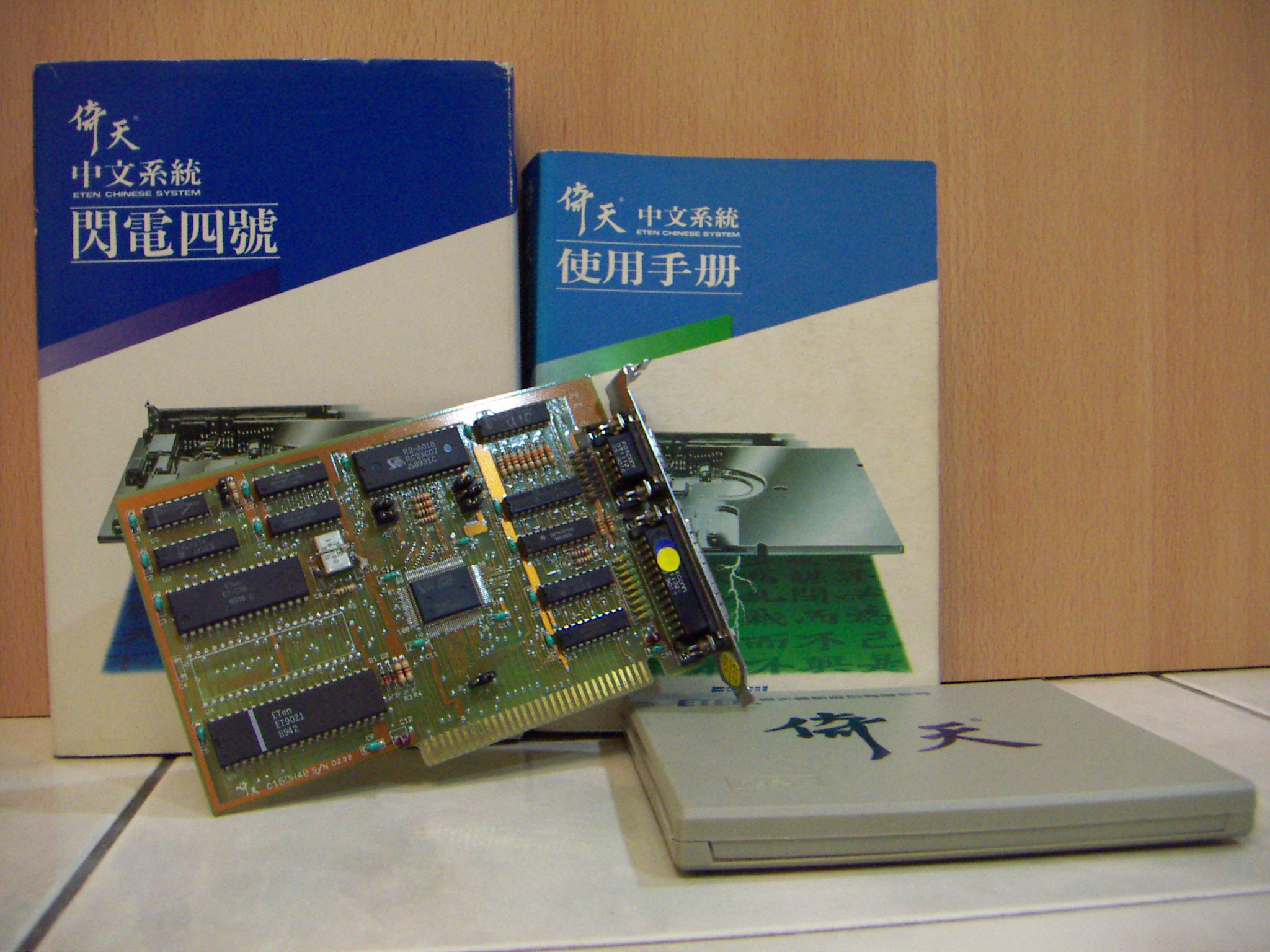
倚天中文系統閃電四號

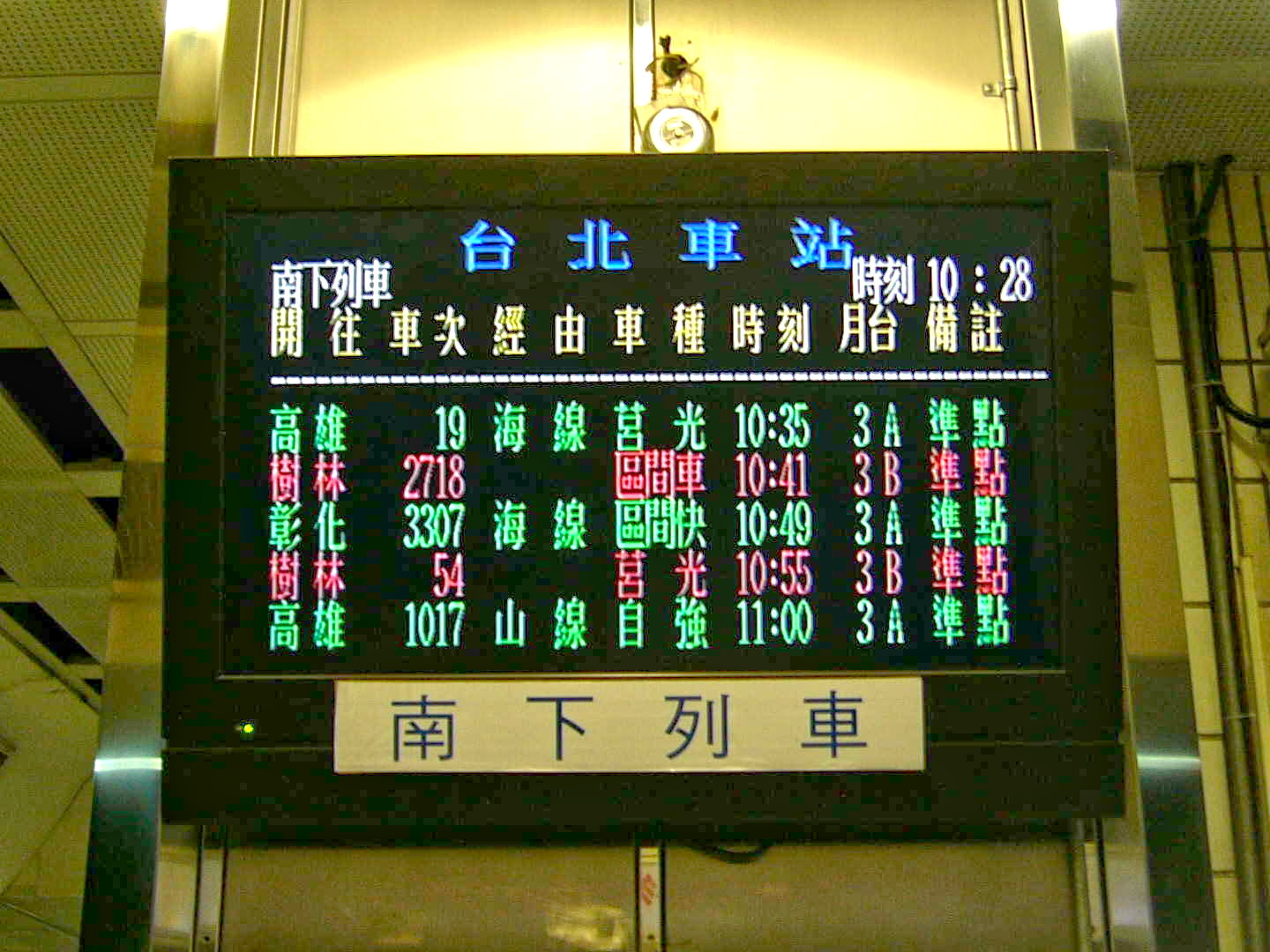
臺灣鐵路管理局臺北車站於1990年代採用倚天中文系統顯示列車資訊，2013年時已經改為圖形介面式

1980年代，臺灣市面已經有多家中文系統，如上千科技《大千中文系統》、宏碁《龍碟中文系統》、國喬電腦《國喬中文系統》、零壹科技《零壹中文系統》和較晚進入市場的延伸科技《震漢中文系統》等。當時民眾尚無智慧財產權認知，且倚天主要獲利於開發硬體燒錄字型式漢卡，對於純軟體式漢碟並無防拷保護而被民眾熱烈盜版最廣受使用。在PC發展正體中文史上，倚天中文系統有非常重要的地位，許多軟體也特別修改以趨相容之。
倚天之名來自金庸武俠小說《倚天屠龍記》，坊間傳言其成立初期欲擊敗龍碟而戲稱倚天「屠」龍；倚天否定這點，認為讀過《倚天屠龍記》的人都明白：唯有藉倚天劍與屠龍刀合作，才能斬斷奇金、威震武林。其出版品包括早期的使用手冊、以及購買正版產品可獲贈的《倚天人》月刊曾指出，當時最賣座的科幻電影是《E.T.外星人》；取名「倚天」加上英文縮寫「ET」可收中外時代潮流之美，故初始其主程式即命名ET.COM。極盛時期，工商業常加裝華康科技（今威鋒數位）出品之「金蝶卡」系列，以產生斜邊平滑之高品質大型字，提高文書閱讀的美觀性。而使報章雜誌印刷效果更華麗的桌上排版系統，如新人類資訊早期出品的《莎士比亞》等，亦須建基於倚天環境。其它品牌如國喬，發展到後期，也為了方便用戶輸入的習慣，設計「國喬預設／倚天模擬」相互切換模式，讓用戶有更多的操作方式可選擇。

### 沒落
1990年代，微軟眼見臺灣中文軟體發展熱絡，為取得臺灣市場，與華康科技合作中文化Windows 3.0。到Windows 3.1版穩定度以及用戶的中央處理器、記憶體等裝置顯著提昇，使得既為圖形使用者介面又從核心中文化的Windows壯大；倚天因應此一趨勢，推出附加了許多軟體之《倚天中文2000》首度移植Windows版——在視窗中延續DOS本文式命令列介面。迨Windows 95問世，更多軟體紛紛改寫為Windows版而停產DOS版，純DOS平臺的應用日益萎縮，倚天再推出For CWin95版；惟此時中文Windows軟體已大行其道，不需、也無法搭配ET for CWin。往後Windows NT核心漸成PC作業系統之主流，不容許其如往常觸動硬體I/O；此類外掛的中文介面已屆式微，於1998年For CWin98即告終。

### 後續影響

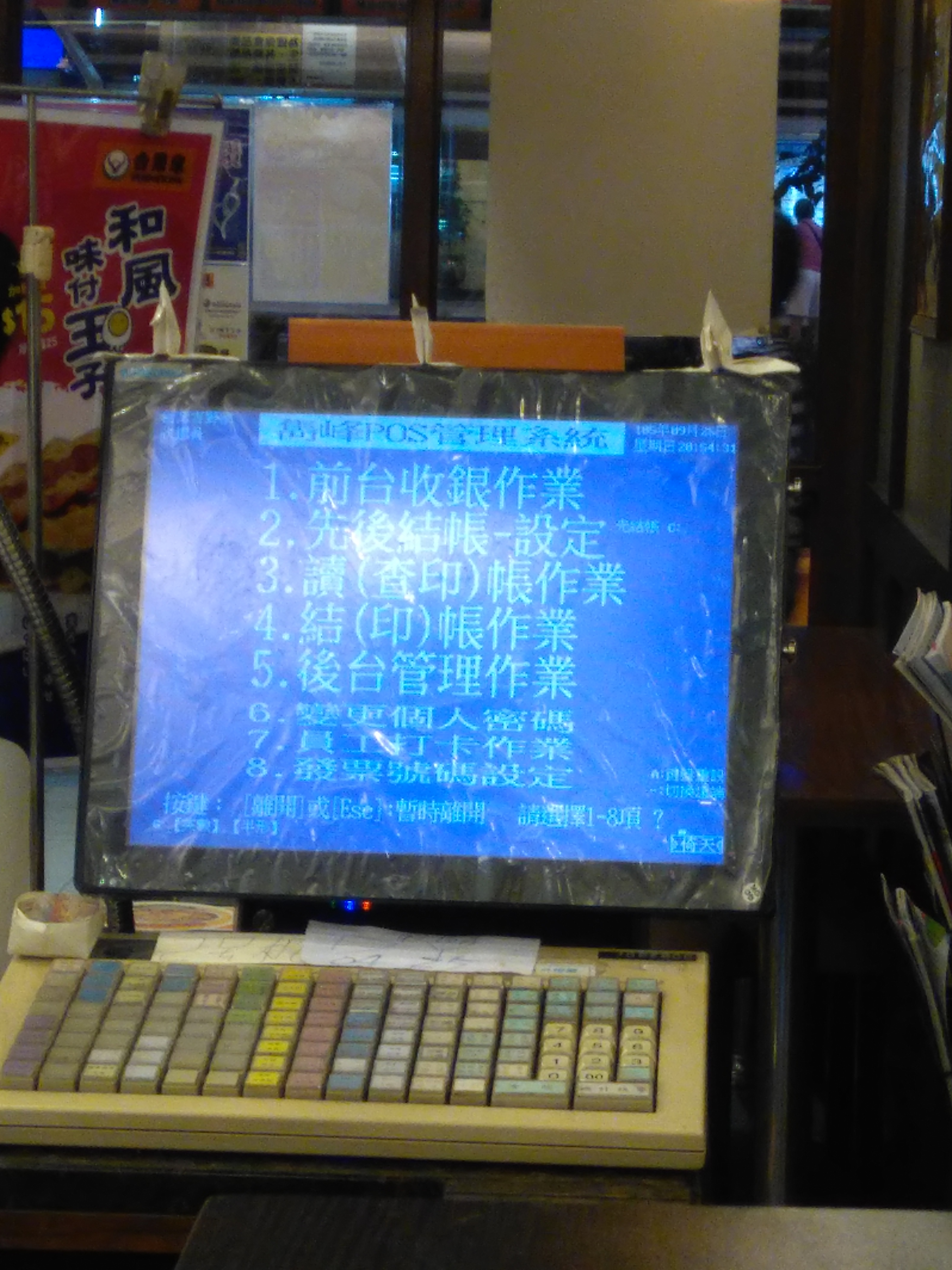
台灣吉野家的收銀機使用倚天中文系統

倚天中文今已經不見於市面販售，但仍可見使用於較簡易的系統如收銀機之類，而一些LED點矩陣顯示器及售票機的單據列印等則使用了其字型。其餘的影響至今仍到處可見，例如：以ASCII套用雙位元組字元集制定中文與符號內碼作為文書檔儲存的基礎、操作的熱鍵、將系統分割為數個執行檔並依實際需求掛入、大五碼及其延伸案的廣泛使用、行列輸入法、忘形輸入法、CMEX規範，以及系統狀態列的位置安排等等，均可找到其影子，甚至被Windows、Mac OS與Linux等作業系統所承襲。

## 運作原理
倚天中文的主程式以常駐程式（Terminate and stay resident，簡稱TSR）方式常駐於記憶體，於低階控制修改DOS若干中斷：螢幕的INT 10h以檔案或燒錄字型繪出中英文字、鍵盤的INT 09/16h以處理輸入法、及印表的INT 05/17h如此賦予原本僅能處理英文的電腦之處理中文能力。由於顯示解析度需至少640*408除符合純英文狀態80行半形或40行全形*25列標準尚加兩狀態列，且筆畫足堪辨識，故不支援如CGA等過低的規格；在高解析顯示未普及前，單色的大力神圖形卡可謂搭配各牌中文系統之首選。高階控制則採同DOS ANSI螢幕控制語法之Esc（ASCII 27）字元為引導碼加上控制字串，印表則以「~」識別，而均以「;」結尾；以下三種輸出控制字串的語法在當時頗為常見，其作用相當：
- BASIC程式語言：PRINT CHR$(27),"《控制字串》;"
- C語言：printf("\33《控制字串》;");
- 系統控制器ETCTL.COM：ETCTL/C:《顯示控制字串》
或 ETCTL/P:《印表控制字串》
...
- '~'符號（插入文字前控制印表機用）：~p88t24w2z2;

但因此倚天始終不相容ANSI.SYS，連帶部分軟體若透過其控制游標或螢幕亦受到影響。一些會接手記憶體管理或視訊記憶體的大型軟體，亦有衝突問題；例如不能載入了倚天又進Windows，須先釋放之：
- 命令ETCTL/C:IQ，多被寫成批處理以簡化輸入
- UTILITY次目錄之SETHRC.EXE
- 新增僅六位元組、十六進制碼為「B8 51 80 CD 10 C3」、副檔名為.COM的程式
- ET2000 DOS版須使用所附的ETFREE.EXE

另外Ctrl+Esc組合鍵可以來回切換中/英文顯示方式。

## 產品種類

### 中文系統

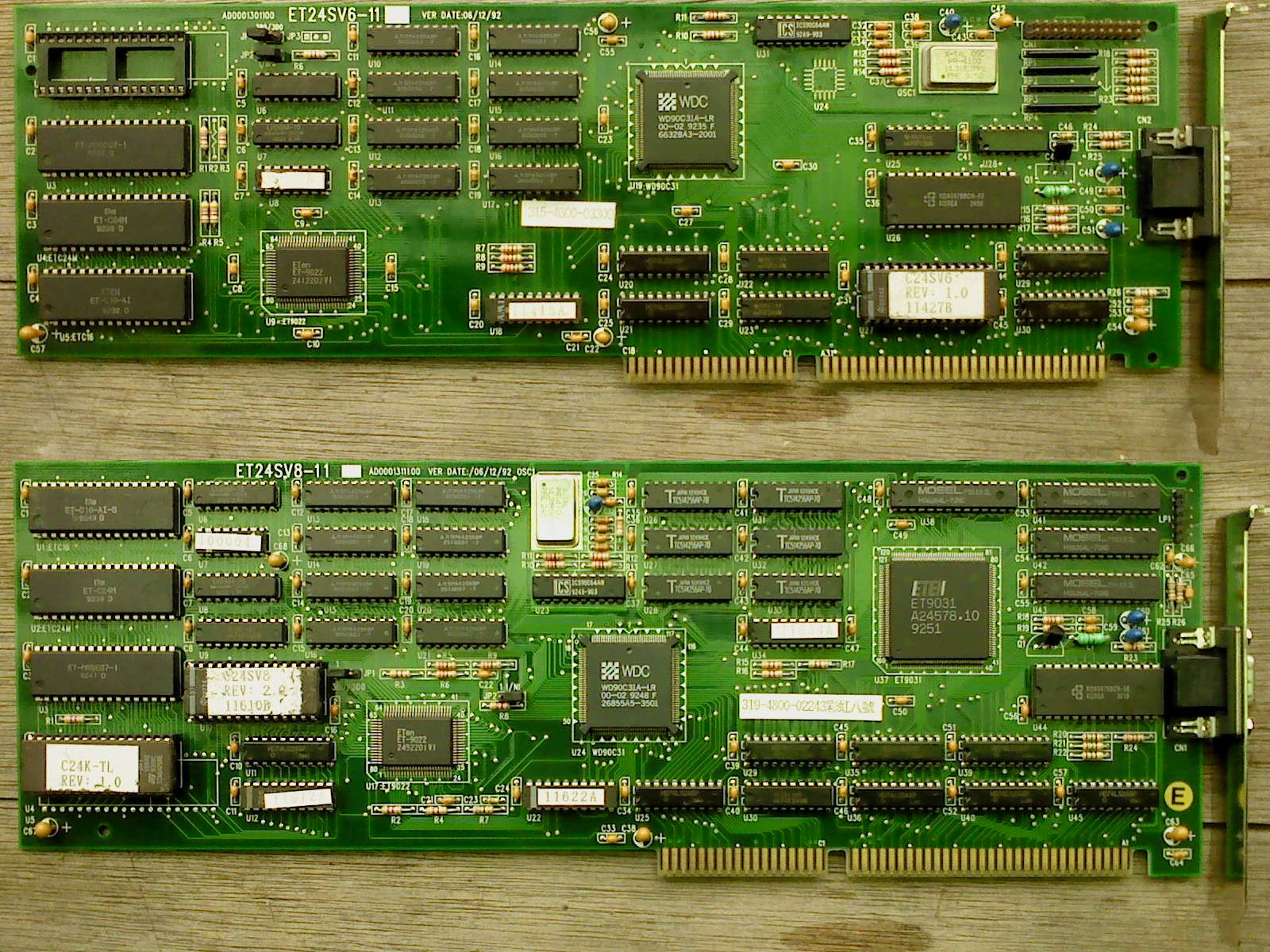
彩虹六號與八號卡，下者具HCG晶片組

早期由於所仰賴的主機頻寬、記憶體容量、顯示等規格低落，漢碟的效能或包括畫面細緻度未能比擬自備字型ROM乃至高解析顯示晶片的漢卡；然兩者新臺幣千餘與上萬價位之別也形成分眾市場。隨著日後主機軟硬體環境提昇，已勝任原需高檔漢卡才有的流暢及24字型畫面，此時漢卡規格停滯不前卻依舊價昂則優勢不再。倚天以《積木式中文》起家，碟版的《飛碟一號》、《飛碟二號》因正版便宜、盜版容易而大獲青睞；卡版亦持續發展，依配備特性分類如下：
- 飛碟：碟版，到飛碟五號仍顯示16×15字型[註 4]，之後始支援SVGA 24×24；最終演變為倚天中文2000。
- 閃電、霹靂：早期積木式中文（字型+大力神相容單色顯示雙卡）16、24字型不同解析度版分別整合，具有並列埠；閃電卡未進中文可模擬CGA。
- 光電：16系列純字型卡，為積木式中文的字型卡單獨演變。
- 彩虹：原僅定位為彩色中文，彩虹三至八號始整合顯卡。
- 迅雷：16系列純字型卡適用IBM PS/2系列，價位相當24系列漢卡。

另外，霹靂與彩虹都備有硬體字元產生器（HCG），其中文下字型同於純英文狀態，不以繪圖方式而直接產生，顯示速度可達每秒三萬個中文字並支援光筆，故從較大的「七」號編起，以資區隔。
倚天中文下市多年，僅能以訂購方式取得。下表列出其所出品過各類中文系統產品，當中有跳號者為試作、非賣或僅為搭售品故無商品化，或為與其它系列同步而略過。
| 推出日期   | 品名型號                        | 特色 |
| ---------- | ------------------------------- | --- |
| 1986年8月  | 飛碟一號ET-2416F                | 僅支援單色、5401個大五碼常用字，24字型僅支援明體；市場定位於僅配備360k軟碟的學生族群。                                                                                             |
| 1987年6月  | 飛碟二號ET-2416U                | 較飛一完整支援大五碼中的13094字。 |
| 1987年10月 | 迅雷3016 C16-30                 | 適用Model 30主機搭配MCGA，無24字型IC。 |
| 1988年5月  | 光電二/閃電四號C16H/DH          | 預留加插24 IC座，初期僅支援單色、EGA。 |
| 1988年5月  | 霹靂四號C24DH                   | 不提供16×15字型。 |
| 1988年6月  | 迅雷5016 C16-MC                 | MCA插槽適用Model 50以上主機搭配VGA。 |
| 1988年8月  | 彩虹一號C16EV                   | 原迅雷3016加燒24 IC，與光二/閃四首度支援一般電腦的VGA，但解析度尚非高。 |
| 1989年4月  | 彩虹三號C24SV                   | Tseng Labs ET3000AX+原彩一取消16×15，雙卡；中文僅16色，螢幕水平頻寬僅隔行掃描35kHz。                                                                                               |
| 1989年6月  | 霹靂七號C24HCG                  | 相當霹四+HCG，雙卡（主卡附插於HCG卡）；螢幕水平須25（一般單色螢幕僅18）kHz起。 |
| 1990年6月  | 飛碟四號ET16V                   | 支援EGA/VGA，驅動ETINIT.SYS可載入高位記憶區（位址1024~1088k同於DOS 5.0組態檔中DOS=HIGH所佔區段故僅能擇一使用），24增加楷/隸書；取代飛二。                                          |
| 1990年6月  | 彩虹七號C24SV7                  | 相當彩三+HCG，雙卡；同期彩三則整合為單卡，兩者螢幕水平達逐行掃描49kHz。產品線固定型號：飛碟ET16Vn/光電C16Hn/閃電C16DHn/霹靂C24DHn/彩虹C24SVn。                                     |
| 1991年1月  | 彩虹七號新版                    | 泰鼎微系統TVGA8900C中文可切換256色；整合為單卡，且可於HCG模式繪圖；所使用匯流排由8位元提升至16位元，並加燒16×15字型、及提供光電/閃電等16主程式。                                   |
| 1991年1月  | 光電/閃電五號C16H5/DH5          | 原光二/閃四加燒24；亦取代彩一。 |
| 1991年1月  | 簡繁霹靂四/彩虹三號C24DH-S/SV-S | 僅字體上具宋、楷簡體字，不支援中國之國標碼，輸入法亦仍以正體字取碼。 |
| 1991年5月  | 彩虹四號C24SV4                  | 相當新版彩七減HCG；取代中文僅16色的彩三。 |
| 1991年10月 | 簡繁彩虹四號C24SV4-S            | 取代簡繁彩三。 |
| 1991年10月 | 彩虹五號C24SV5                  | 顯示24（256色）或16（單色/EGA/VGA）S3 86C911具繪圖加速功能，更快速顯示幾何圖形，惟中文捲頁較慢。                                                                                   |
| 1992年6月  | 光電三號C16H3                   | 年代晚於光五，區隔在於取消24插座低價化。 |
| 1992年9月  | 飛碟五號ET16V5                  | 配合HIMEM.SYS及EMM386/QEMM等驅動程式可載入UMB（位址640~1024k間），且字型與輸入法可載入延伸記憶體而號稱「0k」中文系統（指640k以內傳統記憶區之佔用量），24再添圓/黑/行書；取代飛四。 |
| 1992年9月  | 光電/閃電六號C16H6/DH6          | 取代光五/閃五；連同彩五，此後發表漢卡均燒錄16/24/圖龍明/圓/黑體。 |
| 1992年9月  | 霹靂六/八號C24DH6/8             | 更改為16位元卡，後者具HCG；取代霹四/七。 |
| 1992年9月  | 彩虹六/八號C24SV6/8             | 顯示24（16/256色）或16（EGA/VGA）WD90C31A-LR，後者具HCG；取代彩四/七。 |
| 1993年5月  | 光電七號C16H7                   | 連同霹六/八、彩五（晶片改86C801）/六/八，圖龍再增楷書。 |
| 1993年12月 | 飛碟24 C24V                     | 顯示24（16色）或16（即飛五，僅VGA），支援UMB與XMS，具圖龍明體；依軟體授權數區分單機、5/10/50/100人網路版。                                                                         |
| 1993年12月 | 彩虹字型卡C24C                  | 顯示24（16色）或16（單色/VGA）原光七改16位元卡，並開發24顯示主程式，為倚天之末代漢卡。                                                                                             |
| 1994年8月  | 彩虹三效卡                      | Cirrus Logic GD5426+BIOS整合趨勢科技ChipAwayVirus防毒碼、而中文系統飛碟24採用VESA匯流排；硬體部份無燒錄字型等漢卡應有元件而實僅「二」效。                                          |
| 1995年6月  | 中文2000 for DOS                | 顯示24（16色）或16（單色/VGA），具圖龍明/楷/圓/黑並附加預覽列印、電子詞典等多套軟體；採保護模式，其進出中文及掛載輸入法方式異於舊有。                                              |
| 1995年6月  | 中文2000 for CWin               | 視窗或全螢幕顯示16×15（16色），具圖龍明/楷/圓/黑並附加多種功能（但無預覽列印）。                                                                                                   |
| 1995年12月 | 中文2000 for CWin95             | 增加12×12視窗顯示模式 |
| 1998年7月  | 中文2000 for CWin98             | 增加12×12視窗顯示模式 |

### 相關書籍與產品
倚天資訊也出版了相關書籍教導用戶或程式設計師運用中文系統，以下均為其出品。當時其它公司的電腦書籍，尤其BASIC語言、電腦繪圖及辦公室軟體等，亦不免在特列章節討論一下在倚天環境的操作與相容性解決方案。
- 倚天中文系統初學手冊ISBN 9575040430
- 倚天中文系統技術手冊ISBN 9575040910：內容主要為各版本倚天中文所有的技術細節、檔案格式、中斷向量服務、繪圖指令及Esc控制碼，對於此類規格的公開使得許多程式師樂於設計倚天環境之軟體。
- 各種中文內碼與輸入碼對照ISBN 9575040155
- 倚天中文系統軟體精選集ISBN 9575040147
- 倚天雜誌：1987年12月創刊，1998年2月號第120期結束。
- 圖龍字集：早期向量組字式《精巧卡》、《倚天字型集》至ET3.1時改以貝茲曲線重新設計，DOS/Windows兩用；初始僅部份較高價位的漢卡燒錄且僅有明/圓/黑及楷書，之後推出碟版產品再加第二輯隸/仿宋/粗特明及造字功能，1996年發行TrueType版本字體多達50餘套。
- 開放環境套件：ET3.5時出品，同為貝茲曲線字，碟版，惟每套字無粗細變化而所佔容量反大上圖龍數倍[註 7]；圖龍推出第二輯即淘汰。
- 行列輸入法：ET2起提供，初始使用英文、上排數字及「; , . /」符號共40鍵位編碼，ET3時改良取消數字僅30鍵編碼減少輸入數字須切換之困擾。
- 忘形輸入法：ET3.1起於注音輸入加上智慧選字的功能；有附於倚天中文較基本、及支援Windows的進階產品。

另外倚天也曾因應中文資訊需求而擴張產品領域：
- 《ETView》顯示器：1995年曾推出，有14"與15"兩種。
- 《OAmate》簡排系統：一套掛在當時PE2或類似文字編輯器上的常駐式排版軟體。
- 《兩岸橋》簡繁交流系統：碟版，具簡體中文用輸入法、簡體系統內碼及用詞轉換。
- 《病毒終結者》由陳文欽、陳兆宏兩位當時紅極一時的兄弟檔電腦主筆所開發，書後並附上許多解毒小程式以及原始碼。
- 《神筆》手寫輸入辨識系統：DOS/Windows兩用。
- 《新翰藝》出版系統
- 《話匣子》語音/音效卡
- 《漢光》雷射印表機：採用佳能雷射引擎搭配具擴展記憶體可預載字型之視頻介面卡[註 8]加快列印速度。

## 相關檔案
ET1.x啟動直接載入輸入法並驅動印表機，之後功能擴增整個系統逐漸拆成數個程式依實際需求載入；優點是能彈性適應早期嚴苛的系統資源並可個別更新，缺點則程式龐雜、參數眾多。

### 執行批次檔
鑒於上述缺點故以批次檔收納龐雜的命令參數以簡化輸入：
```
@
ECHO
 OFF
C
:
\ET3\ET16V
 @C:\ET3

C
:
\ET3\ETINMD
 

C
:
\ET3\PRDRV
  

C
:
\ET3\ETAI
 /I @C:\

REM C:\ET3\TLFONT /I /M57

C
:
\ET3\ETMOUSE
 /I

```

ET3提供ETSETUP.EXE設定批次檔參數，完成將產生同主程式主檔名之.INI參數檔，上面內容中「@C:\ET3」即指示該參數檔位置。

### 系統主程式
ET2起因單一產品可能有多支不同顯示狀態之主程式，ET*.COM命名逐漸分化而ET.COM轉為全體之統稱；「*」表下列高低解析24/16字型加上產品或顯卡敘述，或逕稱EGA等。體積小執行快，啟動完即有基本的顯示中文能力與內碼輸入法。
| 顯示 種類 | 飛碟/ET2000                          | 光電/閃電 迅雷/彩字           | 霹靂 （僅單色） | 彩虹                               | 解析度規劃（實地擷圖觀察，略異官方手冊所述）                                                      |
| --------- | ------------------------------------ | ----------------------------- | --------------- | ---------------------------------- | ------------------------------------------------------------------------------------------------- |
| 單色 EGA  | 16N 16E                              | 16H EGA                       |                 | 16H彩四/五 EGA彩一/四～八          | X: 640=16點×40字 Y: 408=15點×25列 (單色+餘1+1界線)+15點×2狀態列+餘（單色1，EGA3）                 |
| VGA       | 16V8位元 16V-1616位元起 W16V(視窗版) | VGA同左 VGA-16同左 5016(迅雷) |                 | VGA同上                            | X: 同上 Y: 480=(15+下隔3)點×25列+15點*2狀態列                                                     |
| ET901x    |                                      |                               | 24DH            |                                    | X: 1024=24點×40字+右餘64 Y: 729=(24+下隔3)點×25列+2界線+24點×2狀態列+中隔3+餘1                    |
| SVGA      | 24V16色相容 24VA16色快速             | 24C同左 24CA同左              |                 | 24SV16色，彩五無 24SVL, 24SV5256色 | X: 同上，但狀態列向右佔滿 Y: 768=(24+上下各隔1與3)點×(25+2狀態)列+餘12                            |
| HCG       |                                      |                               | 24DHA           | 24SVA16色                          | X: 1040=(24+左右均隔1)點×40字 Y: 783=(24+上下各隔2與3)點×(25+2狀態)列（霹靂第1狀態列上隔2為界線） |

版次：碟版所謂飛二、飛五等別，關聯著主程式版次之演進：
- 1.xx：飛一、飛二
- 2.00~3.0x：飛四
- 3.10~3.53：飛五；飛24則始自3.52
- 5.00~5.22：ET2000

卡版僅至3.53止，各系列的號數主要區分燒錄字型（16/24/圖龍）多寡，次為顯示晶片或HCG功能之別；主程式則除彩五ET24SV5和彩字ET24C/24CA是專屬外，均可前後流用。卡版主程式與碟版同步演進，像較早年的光二，主程式可使用到光六最終V3.53，軟體功能大異於初出品時：初期僅單色顯示、明體字、佔用傳統記憶區段，到末代可彩色顯示、多種字體、可達0k境界。同為V3.5x，16系列啟動後首見的產品名銜，碟版打著一個飛碟五號，卡版卻跨越多代或非專屬名銜，詳如下表：
| ET*.COM | 名銜                                                           | 備註                         |
| ------- | -------------------------------------------------------------- | ---------------------------- |
| 16H     | 閃電三至六號或光電一至六號配大力神圖形卡                       | 閃電卡初另稱16DH             |
| EGA     | 閃電三至六號或光電一至六，配大力神圖形卡及增強圖形配接器 (EGA) |                              |
| VGA     | VGA 640*480                                                    | 初見於彩一                   |
| VGA-16  | VGA 640*480，不配大力神圖形卡                                  |                              |
| 24DH    | 霹靂三/四/六號                                                 |                              |
| 24DHA   | 霹靂七/八號HCG                                                 | 霹七時期稱24DH7              |
| 24SV    | 彩虹三/四/六號16色                                             |                              |
| 24SVL   | 彩虹四/六號256色                                               | 彩四時期稱24SV4，彩三不支援  |
| 24SVA   | 彩虹七/八號HCG                                                 | 舊彩七稱24SV7，新彩七稱24SVH |

### 字型檔案
漢卡實際僅燒錄SPCFONT.15/24及STDFONT.15/24（24僅明體）。漢碟由於載入字型檔巨大，往往會與DOS預設殼層——COMMAND.COM搶佔主記憶體空間，若COMSPEC未正確設定就會發生找不到殼層或是字型檔的錯誤。利用此一關係，官方介紹了一個在記憶體充裕的電腦上加速效能的技巧：正確設定COMSPEC，並將字型完全載入延伸記憶體。
| 種類 字型 | ASCII半形 ASCFONT | 特殊符號 SPCFONT | 特殊增補 SPCFSUPP | 標準字 STDFONT                                                         | 造字 USRFONT                       | 備註                                                                                        |
| --------- | ----------------- | ---------------- | ----------------- | ---------------------------------------------------------------------- | ---------------------------------- | ------------------------------------------------------------------------------------------- |
| 12*12     | .12 (6*12)        | .12B             | .12B              | .12B 黑體                                                              | （不提供）                         | 本字型只限於ET2000 CWin9x                                                                   |
| 16*15     | .15 (8*15)        | .15              | .15               | .15 明體                                                               | .15M                               | 飛四前為配合360k磁片而分成STDFONT1.15與STDFONTS.15存放兩檔 ET1時稱USRFONT.15結構不同        |
| 24*24     | .24 (12*24)       | .24              | .24               | .24 明體 .24K 楷書 .24L 隸書 .24B 黑體 .24R 圓體 .24S 行書 .24F 仿宋體 | .24M .24K .24L .24B .24R .24S .24F | ET1時稱USRFONT.24結構不同 ET2起 同上 ET2起支援，3.1起提供 同上 V3.2起支援卻從未提供標準字檔 |

### 輸入法檔案
ET1.x時只要各.TAB檔與主程式位於同一目錄，進中文即一併載入該些輸入法，若不使用某輸入法須在進中文前更改其檔名（例如改副檔名為TTT）；漢卡則燒錄有倉頡與注音法。造字僅提供倉頡碼，整合於造字檔中。
ET2起一方面遵循CMEX規範，二來功能增加，故改為外掛方式，各造字輸入碼亦獨立建檔；漢卡加燒行列，V3.1再加燒忘形詞庫。
ET2000採保護模式，除行列以外各輸入法主檔結構改變不再以緊實式編碼而增加大小，副檔名改UIL，使用的掛入程式亦有異。
| 輸入法表   | 主檔         | 造字檔       | 備註                               |
| ---------- | ------------ | ------------ | ---------------------------------- |
| 三角編號法 | 3CORNER.TAB  | XUSR3C.TBL   | ET2000改UIL                        |
| 行列40鍵   | ARRAY.TAB    | XUSRAR.TBL   | ET2起                              |
| 行列30鍵   | ARRAY30.TAB  | XUSRAR30.TBL | ET3起                              |
| 倉頡輸入法 | CHANGJEI.TAB | XUSRCJ.TBL   | ET1.x時稱TSANGJEI.TAB；ET2000改UIL |
| 注音輸入法 | PHONETIC.TAB | XUSRPN.TBL   | ET2000改UIL                        |
| 羅馬化拼音 | ROMAN.BOX    |              | 注音法轉羅馬對照表；ET2000改UIL    |
| 電信碼輸入 | TELECODE.TAB |              | ET2000改UIL                        |

- DUPJUDGE.TAB, DUPJUD30.TAB：行列40與30鍵重複字自動判斷表
- ETAI.COM：忘形輸入法主程式
- ETIME.EXE：ET2000保護模式掛入輸入法
- ETINMD.COM：ET2起掛入輸入法；到ET2000版僅能用來掛入行列輸入法。
- ETKBM.COM：設定鍵盤注音排列
- ETLOAD.COM：載入片語
- ETTS.EXE：啟動泰山輸入法，針對特殊符號分類整理，包括希臘字母、日文假名、西里爾字母等語文。

### 驅動、公用程式及其它
- CVTCMEX.EXE：轉換其它CMEX規格造字檔為ET2起之格式
- ETBASIC.EXE：倚天中文BASIC直譯器相容介面，主要強化中文下繪圖與進階文字顯示能力。須載入BASIC.ROM（ROM BASIC的映像檔）並呼叫DOS 3.3所附之BASICA.COM執行。在當時許多中學的電腦課程，程式語言幾乎都從BASIC開始教授。ET2000因DOS 5.0起提供功能更強之QBASIC而取消。
- ETDSPDRV.COM：ET24CA/24VA (N)之顯示驅動
- ETFMX.EXE：ET2起造字程式，造出字形或編訂其輸入碼；ET1時代為ETWORD.EXE可修改ASCFONT SPCFONT STDFONT至此取消該功能。
- ETMOUSE.COM：倚天中文下的滑鼠相容介面；仍須先啟動滑鼠原有驅動程式。
- ETUFO.EXE：驅動DOS保護模式，為ET2000、晚期版次圖龍與OAmate所須。
- ETUTL.EXE：公用程式整合介面
- FNTDRV.COM：驅動平滑字，於點陣字放大時對筆畫斜邊作增/刪點處理消除鋸齒；ET2000因有更精緻之圖龍字而取消。
- NEWUSER.EXE：轉換ET1.x造字檔為ET2起之格式
- PR9D.COM, PRDRV.COM：ET3起析出PR9D/24D/48D/LSR（分別驅動9針/24/48/雷射印表機）四支程式；V3.2起後三者整合為一。
- SETHOT.EXE：設定熱鍵
- TLFONT.EXE：驅動圖龍或開放環境套件字型

## 外部連結
- 倚天中文系統 （页面存档备份，存于）（繁體中文）